# Joaquím Fontané
Joaquím Fontané Masó (30 de julio de 1993) es un deportista español que compite en piragüismo en la modalidad de estilo libre.
Ganó dos medallas en el Campeonato Mundial de Piragüismo de Estilo Libre, en los años 2017 y 2019, y cuatro medallas en el Campeonato Europeo de Piragüismo de Estilo Libre entre los años 2012 y 2021.

## Palmarés internacional
| Campeonato Mundial | Campeonato Mundial         | Campeonato Mundial | Campeonato Mundial |
| Año                | Lugar                      | Medalla            | Evento             |
| ------------------ | -------------------------- | ------------------ | ------------------ |
| 2017               | San Juan (Argentina)       | Medalla de oro     | K1                 |
| 2019               | Sort (España)              | Medalla de plata   | K1                 |
| Campeonato Europeo |                            |                    |                    |
| Año                | Lugar                      | Medalla            | Evento             |
| 2012               | Lienz (Austria)            | Medalla de oro     | K1                 |
| 2014               | Bratislava (Eslovaquia)    | Medalla de plata   | K1                 |
| 2016               | Plattling (Alemania)       | Medalla de oro     | K1                 |
| 2021               | Vaires-sur-Marne (Francia) | Medalla de plata   | K1                 |